# Trochopsammia
Trochopsammia is een geslacht van koralen uit de familie van de Dendrophylliidae.

## Soort
- Trochopsammia infundibulum Pourtalès, 1878